# Erasmus Student Network Deutschland
Erasmus Student Network Deutschland (englisch; kurz ESN Deutschland) ist ein gemeinnütziger Verein mit Sitz in Bochum. Dieser ist Mitglied des Erasmus Student Networks (ESN).
ESN ist eine der bekanntesten interdisziplinären Studentenorganisationen in Europa. In Deutschland existieren derzeit 44 lokale ESN-Sektionen (Stand: Juli 2023). Diese sind meist selbst als rechtlich eigenständige Vereine organisiert. Aufgabe der ESN-Sektionen ist es, internationale Studierende, die in der Regel über das Erasmus-Programm an die jeweiligen Hochschulen gelangen, zu betreuen. Die Arbeit der ESN-Mitglieder erfolgt dabei ehrenamtlich.

## Geschichte
1987 wurde das Erasmus-Programm durch die Europäische Union ins Leben gerufen, um Studierenden den Aufenthalt in einem anderen europäischen Land zu fördern. Schnell wurde jedoch klar, dass ein Programm wie dieses davon lebt, dass auch vor Ort Ansprechpartner sind, die die Integration in der neuen Heimat erleichtern. Aus diesem Grund fanden sich zwei Jahre nach der Geburt des Erasmus-Programmes ehemalige Erasmus-Studierende zusammen und legten den Grundstein für das „Erasmus Student Network“. 1990 fand dann schließlich die Gründungsversammlung von ESN mit Teilnehmenden aus nahezu allen damaligen EU-Mitgliedsländern in Kopenhagen statt.
In dieser Zeit entstanden auch die ersten ESN-Sektionen in Deutschland: allen voran Bochum, die lange Zeit die einzige Sektion in Deutschland blieb. Erst Ende der 1990er Jahre gesellten sich mit Frankfurt am Main (1997) und Weingarten (1999) zwei weitere Sektionen zum deutschen ESN-Netzwerk. Im Jahr 2000 traten dann die Erasmus-Initiativen aus Jena und Dortmund bei. Im Jahr darauf folgte Aachen und Geislingen. Bis 2005 folgten Erasmus-Initiativen aus Kassel, München und Hannover sowie die lokalen Erasmus Initiativen der TU Dresden und der HTW Dresden.
In den folgenden Jahren erlebte ESN Deutschland ein großes Wachstum, sodass die Zahl der deutschen ESN Sektionen auf über 40 anstieg.

## Tätigkeit
ESN ist in drei verschiedene Ebenen unterteilt: die lokale, die nationale und die internationale.

### Lokale Ebene
Die lokale Ebene besteht aus den einzelnen ESN Sektionen an den jeweiligen Hochschulen. Die Arbeit in den Sektionen ist besonders wichtig, wenn es um den direkten Kontakt zu den Austauschstudierenden geht. Betreuung der Studenten, Organisation von Veranstaltungen, Informationsaustausch zwischen Einheimischen und Austauschstudenten – dies sind die Hauptaufgaben innerhalb einer Sektion. Wie diese Aufgaben erfüllt werden obliegt der Sektion selbst. Die Sektionen arbeiten selbständig und unabhängig an eigenen Projekten.
In der Regel besteht eine ESN-Sektion aus einem Vorstand und weiteren Mitgliedern. Aber auch hier ist die Struktur der Aufgabenverteilung je nach Sektion verschieden.

### Nationale Ebene
Alle deutschen Sektionen bilden zusammen die National Platform. Sie wählen u. a. auch das National Board, den nationalen Vorstand, und stimmen über Satzungsänderungen ab.
Das National Board koordiniert die Arbeit der Sektionen auf nationaler Ebene und ist Vermittler zwischen ESN International und den einzelnen deutschen Sektionen. Auch die Umsetzung internationaler Projekte auf nationaler Ebene wird durch das National Board an die Sektionen weitergeleitet. Zum besseren Austausch zwischen den Sektionen finden auch regelmäßig nationale und lokale Plattformen statt, um dessen Organisation sich der Vorstand von ESN Deutschland kümmert.

### Internationale Ebene
Alle Sektionen sind Teil des Erasmus Student Network, welches europaweit agiert. Die internationale Dachorganisation mit Sitz in Brüssel ist für die Koordination zwischen einzelnen Ländern und Sektionen und die Unterstützung und Förderung ebendieser zuständig. Des Weiteren vertritt ESN International die Organisation an nationalen und internationalen Veranstaltungen, welche die studentische Mobilität betreffen und ist Ansprechpartner in Verhandlungen mit der Europäischen Kommission sowie anderen betroffenen Institutionen.
Die internationale Ebene besteht aus dem International Board, dem Council of National Representatives (CNR) und dem Annual General Meeting (AGM).

## Mission
Prinzip des Erasmus Student Networks ist „Studenten helfen Studenten“. ESN bietet diesem Prinzip folgend sowohl für Austauschstudenten als auch einheimischen Studenten die Möglichkeit, sich persönlich weiterzuentwickeln und verschiedene Kulturen kennenzulernen.

## Sektionen in Deutschland
Hier eine Übersicht über die aktuell in Deutschland vorhandenen ESN-Sektionen:
| • ESN Augsburg         | • ESN Heidelberg      |
| • ESN Bayreuth         | • ESN Hildesheim      |
| • ESN Bielefeld        | • ESN Ingolstadt      |
| • ESN Berlin           | • ESN Jena            |
| • ESN Charité Berlin   | • ESN Kaiserslautern  |
| • ESN Bochum           | • ESN Karlsruhe       |
| • ESN Bonn             | • ESN Kiel            |
| • ESN Braunschweig     | • ESN Koblenz         |
| • ESN Darmstadt        | • ESN Köln            |
| • ESN Deggendorf       | • ESN Konstanz        |
| • ESN Dortmund         | • ESN IPAS Landau     |
| • ESN HTW Dresden      | • ESN Lübeck          |
| • ESN TU Dresden       | • ESN VISUM Mannheim  |
| • ESN Düsseldorf       | • ESN MESA München    |
| • ESN Frankfurt/M.     | • ESN TUMi München    |
| • ESN Frankfurt (Oder) | • ESN Pforzheim       |
| • ESN Freiburg i. Br.  | • ESN Potsdam         |
| • ESN Göttingen        | • ESN LEI Rostock     |
| • ESN LEI Greifswald   | • ESN Saarbrücken     |
| • ESN Hamburg          | • ESN Siegen          |
| • ESN Halle (Saale)    | • ESN Stuttgart       |
| • ESN Hannover         | • ESN Witten/Herdecke |
|                        |                       |

## Tätigkeiten einer ESN-Sektion
Jede Sektion versucht Gaststudierenden bei Fragen weiterzuhelfen, sie zu integrieren und ihren Aufenthalt in Deutschland so problemfrei und angenehm wie möglich zu gestalten.
Um das zu erreichen, kümmern sich Sektionen hauptsächlich um ein Buddy-Programm, Informationsveranstaltungen, Ausflüge und Partys.

## Quelle
- Webseite von ESN Deutschland